# Неолингвистика
Неолингвистика — направление в итальянском языкознании, сложившееся в 20-е гг. XX века в рамках полемики с идеями младограмматизма.
Неолингвистика декларировала принцип изучения языка в неразрывной связи с человеком, поддерживала идею языковых союзов, отвергала концепцию родословного древа языков, уделяя особое внимание смешению языков, контактам языковым разного уровня и происхождения. Она признавала плодотворной идею исследования истории отдельного слова с учётом всего разнообразия культурно-исторических факторов, влиявших на эту историю. Особо подчёркивалась необходимость и значимость изучения идиолектов в противовес увлечению абстрактными схемами.